# Workers Power
Workers Power ist eine trotzkistische Organisation in Großbritannien. Sie ist Teil der Liga für die Fünfte Internationale.

## Geschichte
Die Gruppierung entstand 1973 als „Linksfraktion“ innerhalb der International Socialists. Nachdem diese 1974 die Auflösung des Flügels verweigerte, wurden die Mitglieder der Fraktion aus der Organisation ausgeschlossen und gründeten wenig später die Workers Power Group. 1975 vereinigte sich die Gruppe zur Gründung der International-Communist League mit Workers Fight, welche sich wenig später allerdings wieder auflöste. In den 1980er Jahren engagierte sich die Bewegung aktiv gegen die Regierungen unter Margaret Thatcher und beteiligte sich an Protesten gegen die – als neofaschistisch eingestufte – British National Party. 1995 rief Workers Power die Jugendorganisation Revolution ins Leben. Von 1999 bis 2003 war die Gruppierung Mitglied der Socialist Alliance, einem Wahlbündnis trotzkistischer Parteien, dessen Aktivitäten sich überwiegend auf England und Wales konzentrierten. Während der Wirtschaftskrise 2008 beteiligte sich Workers Power an der Studentenorganisation National Campaign Against Fees and Cuts, die sich gegen die Kürzungspolitik der Regierung engagierte. 2013 traten viele Mitglieder in die neugegründete Partei Left Unity ein, um die parteiinterne „Class Struggle Platform“ zu gründen. 2015 löste sich Workers Power auf, um, dem Appell Jeremy Corbyn’s folgend, geschlossen in die Labour Party einzutreten. 2021 verließen die Ex-Mitglieder von Workers Power die Labour Party, und gründeten die Partei aus Protest gegen den dominierenden reformistischen Kurs innerhalb der Partei neu.

## Ziele
Workers Power setzt sich als Teil der Liga für die Fünfte Internationale für einen internationalen Sozialismus und eine demokratische Planung der Wirtschaft ein. Ziel der Organisation sei laut Eigenaussage der Kommunismus, und damit die Schaffung einer „klassenlose[n] Gesellschaft, die das Ende von Ausbeutung, Unterdrückung und Konflikten und die Befreiung des wahren Potenzials der Menschheit einläutet.“
Um dieses Ziel zu erreichen, strebe Workers Power in Großbritannien den Aufbau einer avantgardistischen „revolutionären Massenpartei“ an. International setzt sich die Gruppe für den Aufbau der Fünften Internationalen ein.